# Patrick Baucelin
 (septembre 2012).
Patrick Baucelin est un réalisateur et producteur audiovisuel indépendant martiniquais. Né à Fort-de-France en 1957, il est l’un des seuls réalisateurs de Martinique à représenter aujourd’hui le cinéma d’Outre-Mer à travers de nombreux festivals internationaux.  
Depuis bientôt une trentaine d'années, il travaille afin que le secteur audiovisuel de son pays se développe et soit reconnu dans le monde.  

## Biographie

### Enfance
C’est au collège Ernest Renan, grâce à une inscription (presque due au hasard) au club de photographie, que l’adolescent se découvre une véritable fascination pour l’image. Une passion à laquelle, pendant des années, il consacre toute son énergie. 
Le jour du baccalauréat, Patrick Baucelin est recruté par une équipe de production, pour être photographe de plateau sur le tournage d’un film promotionnel dans la Caraïbe. Il quitte alors la salle d’examen pour faire ses premiers pas en tant que professionnel. Après cette première expérience dans le milieu cinématographique, il multiplie les stages photo, cinéma et vidéo afin de se perfectionner. Le service militaire est pour lui l’occasion de mettre ses talents de photographe au service de l’armée, un travail d’ailleurs récompensé par médaille du SIRPA (Service d’Information et de Relations Publiques de l’Armée.)

### Débuts
En 1981, Patrick Baucelin monte son studio de production, le «Studio Pat»  et travaille à la commande et à la réalisation de films promotionnels, institutionnels et publicitaires. 
D’abord spécialisé dans la photographie, il s’intéresse rapidement au cinéma et part à Paris pour acheter sa propre caméra, une Arriflex, la référence des professionnels. Pendant plusieurs années, le réalisateur travaille à la commande et réalise de nombreux films promotionnels, institutionnels, publicitaires ou encore documentaires. 

### Carrière
En 1987, à l’occasion du 3e festival international du film et du livre médical à Paris, il obtient sa première récompense internationale : le « Caducée d’Or » grâce à son film Vè, ou konnet, un documentaire sur le problème des parasitoses en Martinique.
Un an plus tard, il présente sa première fiction La Nuit de la Saint Sylvestre, un court métrage de 8 minutes, au festival Images Caraïbe en Martinique. Le réalisateur se heurte alors à un problème inattendu. Il découvre que les textes de lois qui régissent le cinéma français ne s’appliquent pas au DOM-TOM et qu’il est impossible d’ouvrir une société de production audiovisuelle aux Antilles. Le réalisateur martiniquais sera le premier à pointer du doigt les dysfonctionnements et incohérences du système. 
Malgré toutes les difficultés inhérentes à l’exercice de sa profession en Martinique, notamment les problèmes de financement, Patrick Baucelin refuse de s’expatrier et reste fidèle à son île natale. 
Au début des années 1990, soucieux de travailler dans les meilleures conditions, le réalisateur crée « l’Espace PAT ». Il fait construire à Fort-de-France un studio de production avec une salle de cinéma de 110 places, un studio d’enregistrement son, et un plateau de prise de vue : une première en Martinique. C’est à cet endroit que s’est installée la chaîne de télévision ATV, Antilles Télévision. 
Depuis une dizaine d’années, Patrick Baucelin produit ses propres documentaires. Leur point commun est la mise en valeur de l’histoire, de la culture et du patrimoine de la Martinique et plus largement de la Caraïbe. L’attachement qu’il a pour son île est sans limite comme en témoigne son film La Martinique en 1999. Un projet sur lequel il a travaillé près deux ans avec la ferme intention de partager son regard d’enfant du pays, un regard profond et authentique :
« Je ne voulais pas m’arrêter à la vision d’un touriste qui découvre l’île pour la première fois ne retenant souvent que ses plages de rêve et son ti-punch. Je voulais aller en profondeur et mettre en valeur les Martiniquais et leur culture. »
Il obtient alors une dizaine d’Awards aux États-Unis, parmi lesquels un « Crystal Award of Excellence » de la communication audiovisuelle dans la catégorie « voyage ». De Fort-de-France, ses monuments à Trinidad Carnival, chacun de ses documentaires est un succès[réf. souhaitée], souvent récompensé à l’international.
En 2007, il reçoit une fois de plus la reconnaissance du public et des professionnels grâce à son film Les Églises de Martinique, leur histoire au fil du temps, un documentaire qui raconte l’histoire de l’île à travers ses paroisses.
Il y a presque 3 ans,[Quand ?] Patrick Baucelin a commencé à travailler sur un nouveau projet : Les Secrets des forteresses de la Caraïbe, un documentaire de 52 minutes qu’il produit en indépendant. 
Terminé en novembre 2011, dès sa présentation à Cinamazonia en Guyane, il remporte le Grand Prix du Documentaire. Puis, il reçoit divers prix dans d’autres festivals. En avril 2012, ce documentaire a été le seul à représenter la France à l’occasion du Festival international du film de New York où il a obtenu un Winner. Dans la foulée, il remporte un Gold Award à Houston.
« Lorsqu’un de mes films est nommé pour un festival américain, je suis toujours très partagé entre la fierté de voir mon travail récompensé et la déception de ne pas obtenir la même reconnaissance dans mon propre pays. »
Après plus de 30 ans de carrière dans le milieu de l’audiovisuel, Patrick Baucelin souhaite profiter de sa notoriété pour permettre au cinéma antillais d’être reconnu à sa juste valeur.

## Œuvres audiovisuelles
- 1987, Vè, ou konnet
- 1999, La Martinique (22 min)
- 2013, Le costume traditionnel de l’esclavage à la grande robe
- 2018, Les secrets de forteresses 2
- 2020, An tan lontan
- 2024, La couleur de l'esclavage[1]

## Récompenses
- Caducée d'or au Festival International du Film et du livre Médical, Paris 1987
- Bronze Award au Festival International de Cincinnati,2003
- Classic Award d'or au Festival International de Cincinnati, 2004
- Award of Excellence, Arizona 2004
- Silver Award, Houston 2004
- Bronze creative award, Oregon 2004
- Award of excellence, Festival international du film et de la vidéo, Texas 2004
- Award creative digital vidéo, Utah 2004, Hudson 2004
- Gold Award, Floride 2004, Hudson 2004
- Grand Cold Film Award, Floride 2007
- 1er Prix du Documentaire Cinamazonia, à Cayenne, en Guyane 2011
- Excellence Film Awards, à Palatka, en Floride 2011
- « Bronze Award », à Lexington, au Kentucky 2011
- « Award of Merite » au BEST Compétition à La Jolla, en Californie 2011
- « Platinum Award » au AMCP à Arlington, au Texas 2012
- « Award Video Production » au Festival de la Vidéo International à Park City, dans l'Utah 2012
- « winner » au Film Festival International de New York, à Las Vegas 2012[3]
- Gold Award à Houston, au Texas 2012